# Cançó resposta
Una cançó resposta és una cançó (normalment una pista enregistrada) feta en resposta a una cançó anterior, normalment d'un altre artista. El concepte es va generalitzar als Estats Units en la música gravada de blues i R&B entre els anys 1930 i 1950. Les cançons resposta també van ser populars en la música country dels anys cinquanta, seixanta i setanta, de vegades com a respostes femenines a un èxit original d'un artista masculí o respostes masculines a un èxit d'una artista femenina.
La cançó original «Hound Dog» cantada per Big Mama Thornton va arribar al número 1 el 1953, i hi va haver sis cançons de resposta; la més reeixida d'aquestes va ser "Bear Cat", de Rufus Thomas, que va arribar al número 3. Això va conduir a una demanda per drets d'autor reeixida per 35.000 dòlars, que es diu que va fer que Sam Phillips de Sun Records vengués el contracte discogràfic d'Elvis Presley a RCA.
En llengua catalana trobem exemples recents amb «Tot no anirà bé» (2020) de Ratpenat, una banda de punk que respon el missatge optimista de l'original «Tot anirà bé» (2019) de Joan Dausà, la cançó «Segurament» de la Ven'nus, una resposta a «Per què» d'en Joan Garriga; «Ets una idea» del Petit de Calaril, que respon a «La visió d'en Ralph" d'en Mau Boada; i «El Miquel i l'Olga tornen" de Manel, resposta a «El Miquel l'ha deixat l'Olga» d'Espalda Maceta.

## Exemples

### Abans dels anys cinquanta
- La balada irlandesa sentimental «I'll Take Me Home Again, Kathleen» (1875), de Thomas Westendorf, va ser escrita com a resposta a l'anterior «Barney, Take Me Home Again» de George W. Persley.[5]
- «I Wonder Why Bill Bailey Don't Come Home» va ser escrita per William Jerome i enregistrada per Arthur Collins el 1902[6] com a resposta a «Bill Bailey, Won't You Please Come Home», publicada per Hughie Cannon i enregistrada per Collins a principis del mateix any.
- «I Used to Be Afraid to Come Home in the Dark»[7] va ser enregistrada per Billy Murray el 1909 com a resposta al seu propi èxit de 1908, «I'm Afraid to Come Home in the Dark»[8]
- La popularitat de la cançó de 1923 «Yes! We Have No Bananas» va rebre resposta el mateix any amb «I've Got The Yes! We Have No Banana Blues» amb lletra de Lew Brown, composta per Robert King i James F. Hanley. La cançó feia referència a la ubiqüitat i a la lletra absurda de l'original.[9] Eddie Cantor, Eva Taylor, Isabelle Patricola i Belle Baker van cantar en els llançaments d'aquesta cançó.
- «I Want to Be a Cowboy's Sweetheart» de Patsy Montana (escrita el 1934, enregistrada el 1935), la primera cançó d'una artista country femenina en superar el milió de vendes, va ser una resposta a «Texas Plains» de Stuart Hamblen.[10]
- L'himne de Woody Guthrie «This Land Is Your Land» va ser escrit el 1940 com a resposta a «God Bless America», escrita per Irving Berlin el 1918 (i revisada el 1938). Guthrie originalment va anomenar la seva resposta «God Blessed America for Me».[11]

### Dècada del 1950
- «Where's-a Your House», escrita i enregistrada per Robert Q. Lewis el 1951, va ser una resposta a «Come on-a My House» de Rosemary Clooney del mateix any.[12]
- «It Wasn't God Who Made Honky Tonk Angels», escrita per J. D. "Jay" Miller el 1952 i cantada originalment per Kitty Wells, va ser una resposta a «The Wild Side of Life», feta famosa aquell mateix any per Hank Thompson.[13]
- «Mannish Boy» (1955) de Muddy Waters va ser una resposta a «I'm a Man» de Bo Diddley,[14] que també va ser una resposta a «I'm Your Hoochie Coochie Man», una cançó anterior de Muddy Waters del 1954.[15]
- Un dels cicles de discos de resposta més llargs va ser iniciat per l'èxit de R&B de Hank Ballard and The Midnighters (1954) «Work with Me, Annie», i la seva seqüela «Annie Had a Baby» (1954). Les cançons de resposta inclouen «Annie's Answer" (1954) de The El Dorados, «Annie Pulled a Humbug» (1954) de The Midnights, «Wallflower (Roll With Me Henry)" (1955) d'Etta James i «I'm the Father of Annie's Baby» (1955), de Danny Taylor. The Midnighters també van gravar una "resposta a la resposta": «Henry's Got Flat Feet (Can't Dance No More)» (1955).
- «That Makes It» va ser la resposta de Jayne Mansfield a «Chantilly Lace» (1958) de The Big Bopper,[16] suggerint el que la noia podria haver estat dient a l'altre extrem de la línia.
- «Oh Neil!» va ser la resposta de Carole King a «Oh! Carol» (1959) de Neil Sedaka; Sedaka i King eren companys de feina i amics des de l'institut.
- «Short Mort» (1959) de Carole King va ser una resposta a «Tall Paul» (1959) d'Annette Funicello, fent referència a la frase "You can keep Tall Paul, I'll take Short Mort" (Et pots quedar amb Tall Paul, jo em quedaré amb Short Mort).

### Dècada del 1960
- «I'll Save the Last Dance for You» de Damita Jo (1960) respon «Save the Last Dance for Me» de The Drifters, cantada per Ben E. King (també de 1960).[17] Un altra cançó de Damita Jo, "I'll Be There» (1961), era en resposta a l'èxit de King «Stand by Me» (també publicada el 1961, tot i que enregistrada el 1960).
- «Yes, I'm Lonesome Tonight» (1960) va ser la resposta de Dodie Stevens a «Are You Lonesome Tonight?» d'Elvis Presley (també de 1960).
- «Don't Worry Baby» (1964) de The Beach Boys, inclosa a Shut Down Volume 2 va ser concebuda com a resposta a la cançó de the Ronettes «Be My Baby» (1963).[18]
- «Back in the U.S.S.R.» (1968) de The Beatles va ser una resposta a «Back in the U.S.A.» de Chuck Berry (1959) i «California Girls» de The Beach Boys (1965).

### Dècada del 1970
- Les cançons de Paul McCartney and Wings «Some People Never Know» i «Dear Friend» (ambdues de 1971), «Let Me Roll It» i «Nineteen Hundred and Eighty-Five» (ambdues de 1973) i «Silly Love Songs» (1976) responien totes la cançó de John Lennon «How Do You Sleep?» (1971) que va ser la resposta de Lennon a «Too Many People» (1971) de Paul McCartney.[19]
- «Sweet Home Alabama» (1974) va ser la resposta de Lynyrd Skynyrd a les cançons de Neil Young «Southern Man» (1970) i «Alabama» (1972).[20] Warren Zevon va escriure una resposta a «Sweet Home Alabama», titulada «Play It All Night Long» (1980).
- «Two Out of Three Ain't Bad» (1977) de Meat Loaf va ser la cançó resposta a «I Want You, I Need You, I Love You» (1956) d'Elvis Presley.

### Dècada del 1980
- La cançó «Superstar» (1983) de Lydia Murdock va ser una cançó resposta a «Billie Jean» (1983) de Michael Jackson.[21]
- L'actor Danny Aiello apareixia al vídeo de Madonna de «Papa Don't Preach» (1986), com el "Papa" del títol, i més tard aquell any va enregistrar «Papa Wants the Best for You», escrita per Artie Schroeck, com una representació del punt de vista del pare.[22]
- «Guys Ain't Nothing but Trouble» per DJ Jazzy Jeff and the Fresh Prince (featuring Ice Cream Tee) va ser una resposta a «Girls Ain't Nothing but Trouble» del seu àlbum de debut de 1987, "Rock The House".

### Dècada del 1990
- L'àlbum Exile in Guyville (1993) de Liz Phair va ser segons va explicar ella mateixa, una resposta cançó per cançó a Exile on Main St. (1972), de The Rolling Stones.[23]
- "The Boy Is Mine" (1998) per Brandy i Monica va ser una resposta a "The Girl Is Mine" (1982) de Michael Jackson i Paul McCartney.
- «Woman» de Neneh Cherry de 1996 és la cançó resposta a «It's a Man's Man's Man's World» (1966) de James Brown.
- «Old Before I Die» (1997) de Robbie Williams va ser en resposta a «My Generation» (1965) de The Who, que contenia el vers "I hope I die before I get old." (espero morir abans de fer-me vell).

### Dècadda del 2000
- El 2001 Suzanne Vega va escriure «(I'll Never Be) Your Maggie May» com a resposta a «Maggie May» de Rod Stewart.
- «Can't Hold Us Down» de Christina Aguilera (2003) va ser una resposta a la cançó «The Real Slim Shady» (2000) d'Eminem.[24]
- La cançó «Confused Rappers» (2004) de The Beatnuts va ser una resposta a Jennifer Lopez Cory Rooney i The Trackmasters per robar la mostra de «Hi-Jack» d'Enoch Light del seu senzill de 1999 «Watch Out Now».[25]

### Dècada del 2010
- Esmé Patterson va publicar Woman to Woman (2014), un àlbum de set cançons de resposta desde la perspectiva de dones famoses en cançons pop, incluent «Eleanor Rigby», «Billie Jean» i «Lola» de The Kinks.[26]

### Dècada del 2020
- El sencill de Sabrina Carpenter «Skin» (2021) i la cançó «Because I Liked a Boy» del seu àlbum de 2022 "Emails I Can't Send" s'han especulat com a respostes a «Drivers License» d'Olivia Rodrigo, tot i que Carpenter ho nega.[27][28]
- La cançó «You Can Have Him Jolene» del trio country Chapel Hart respom el clàssic de Dolly Parton «Jolene» gairebé 50 anys més tard.[29]
- La cançó de Miley Cyrus «Flowers» (2023) parafraseja «When I Was Your Man» de Bruno Mars, tant en la lletra com en la progressió d'acords (Cyrus utilitza una versió simplificada dels acords de l'estrofa de Mars al seu cor) i fins i tot en alguns patrons melòdics. Mentre Mars canta sobre el que "ell" podria haver fet millor en la relació ara trencada, Cyrus canta sobre com "ella" està millor ara que està sola. Cyrus també pren algunes figures melòdiques de «I Will Survive» de Gloria Gaynor.[30]